# Tröpfchenmodell
Das Tröpfchenmodell (engl.: liquid drop model, LDM) beschreibt auf halb-empirische, makroskopische Art einen Atomkern wie einen Flüssigkeitstropfen. Die Grundidee entwickelte George Gamow. 1935 stellte Carl Friedrich von Weizsäcker seine darauf beruhende Bethe-Weizsäcker-Massenformel (1936 vorgestellt und weiterentwickelt von Hans Bethe) für Atomkerne vor, die mit den beobachteten Massen gut übereinstimmt. 1936 entwickelte Niels Bohr das Tröpfchenmodell weiter (Compoundkernreaktion als möglicher Mechanismus von Kernreaktionen). Lise Meitner und Otto Frisch nutzten das Tröpfchenmodell 1939 zur ersten Erklärung der Kernspaltung und der dabei frei werdenden Kernenergie. Wichtige theoretische Ergebnisse erzielte die Arbeit von Niels Bohr und John Archibald Wheeler. Ebenfalls lieferte Enrico Fermi weitere Beiträge.
Das Tröpfchenmodell beschreibt in guter Übereinstimmung mit den gemessenen Werten die Bindungsenergien der Kerne. Die Grundannahme dabei ist, dass es zwischen den Bestandteilen eines Kerns (Nukleonen, also Protonen und Neutronen) eine starke anziehende Kernkraft gibt, die aber eine so kurze Reichweite hat, dass sie nur zwischen jeweils direkt benachbarten Nukleonen wirkt. Daraus ergibt sich, dass die Massendichte in allen Atomkernen weitgehend gleich ist, man kann sie also wie eine inkompressible Flüssigkeit betrachten, nur dass die Dichte der Kerne 1014 mal so groß ist wie die von Wasser. Die kurze Reichweite der Kernkraft führt auch dazu, dass Nukleonen an der Kernoberfläche schwächer gebunden sind als im Kerninnern. Dies führt zu einer Oberflächenspannung. Diese beiden Aspekte der Kernmaterie (Inkompressibilität und Oberflächenspannung) bedingen die Ähnlichkeit mit einem Flüssigkeitstropfen.
Die gegenseitige elektrische Abstoßung der Protonen, die Coulombkraft, ist selbst zwischen benachbarten Protonen schwächer als die anziehende Kernkraft, hat aber eine lange Reichweite und erfasst daher von einem Proton aus alle anderen Protonen eines Kerns. Daher sind große Kerne umso weniger stabil, je mehr Protonen sie enthalten. So sind Kerne, die mehr als 82 Protonen enthalten, instabil, also radioaktiv. Da aufgrund der genauen Gegebenheiten auch Kerne mit 43 und 61 Protonen instabil sind, existieren genau 80 verschiedene stabile chemische Elemente. Weitere 13 radioaktive Elemente kommen wegen ihrer langen Halbwertzeit auf der Erde natürlich vor, wobei die maximale Protonenzahl 94 ist.
Das Modell berücksichtigt nicht die Schalenstruktur des Atomkerns und zeigt Schwächen bei den magischen Zahlen. Als eine Weiterentwicklung des klassischen Modells ist z. B. das Finite-range-droplet-model (FRDM) zu erwähnen. Das Tröpfchenmodell gibt auch Anlass zur mathematischen Forschung.